# State Line City
State Line City és una població dels Estats Units a l'estat d'Indiana. Segons el cens del 2006 tenia 141 habitants.

## Demografia
Segons el cens del 2000, State Line City tenia 141 habitants, 54 habitatges, i 36 famílies. La densitat de població era de 418,8 habitants/km².
Dels 54 habitatges en un 33,3% hi vivien nens de menys de 18 anys, en un 64,8% hi vivien parelles casades, en un 1,9% dones solteres, i en un 31,5% no eren unitats familiars. En el 27,8% dels habitatges hi vivien persones soles el 9,3% de les quals corresponia a persones de 65 anys o més que vivien soles. El nombre mitjà de persones vivint en cada habitatge era de 2,61 i el nombre mitjà de persones que vivien en cada família era de 3,27.
Per edats la població es repartia de la següent manera: un 28,4% tenia menys de 18 anys, un 5,7% entre 18 i 24, un 32,6% entre 25 i 44, un 24,1% de 45 a 60 i un 9,2% 65 anys o més.
L'edat mediana era de 36 anys. Per cada 100 dones de 18 o més anys hi havia 110,4 homes.
La renda mediana per habitatge era de 34.250$ i la renda mediana per família de 41.607$. Els homes tenien una renda mediana de 30.625$ mentre que les dones 14.000$. La renda per capita de la població era de 15.685$. Cap de les famílies i el 3,7% de la població estaven per davall del llindar de pobresa.

## Poblacions més properes
El següent diagrama mostra les poblacions més properes.